# Manuel Duarte Leitão
Manuel Duarte Leitão GCTE • GCC • GCSE • GCNSC (Manteigas, 1784 / 1785 / 11 de Abril de 1787 - Lisboa, Lapa, 12 de Outubro de 1856) foi um magistrado, político e juiz português, Conselheiro de Estado e membro da 1.ª Junta Provisional do Governo do Estado da Índia.

## Biografia
Filho de Manuel Duarte Leitão Saraiva e de sua mulher Brízida Craveiro Rodrigues Correia, neto paterno de António Saraiva Leitão, Juiz Ordinário em Manteigas, e de sua mulher Ana Duarte Craveiro de Carvalho e neto materno de Manuel Craveiro da Rosa e de sua mulher Ana Rodrigues Correia. Descendente de Domingos Saraiva, Cavaleiro da Ordem de Nosso Senhor Jesus Cristo, e de Afonso Saraiva de Lucena, Senhor da Casa da Póvoa.
Foi casado primeira vez em 1825 com Carlota Maria de Araújo de Caula, falecida em 1835, sem geração, e casado segunda vez em 1835 com sua cunhada Maria Carlota de Araújo de Caula, ambas filhas do Marechal Carlos Frederico Bernardo de Caula, 1.º Visconde de Elvas. Do segundo casamento nasceram três filhos, Maria Eugénia de Caula Leitão (1836 - ?), Carlos Duarte de Caula Leitão (1837 - Lisboa, Lapa, 6 de Junho de 1865) e Maria Carlota de Caula Leitão (1838 - Lisboa, Lapa, 2 de Outubro de 1851).
Formou-se em Leis pela Faculdade de Leis da Universidade de Coimbra no ano de 1808, sendo nomeado, apenas passados dois anos, para Juiz de Fora em Mogadouro por D. João, Príncipe Regente, que o transferiu para Juiz Desembargador do Tribunal da Relação de Bardez-Goa em 1818, e, posteriormente, para as Praças de Damão e Diu.
Foi Membro do Conselho de Governo do Estado da Índia, aquando da Revolução Liberal e da demissão, em 1820, do Vice-Rei e Governador D. Diogo de Sousa. Em 1821, após as agitações em Portugal, o 1.° Conde do Rio Pardo é deposto e preso pelos Liberais da Índia e assume em seu lugar uma junta formada por si, que tinha aderido à Revolução, e pelos marechais Joaquim Manuel Correia da Silva e Gama e Manuel José Gomes Loureiro, Manuel Godinho de Mira, Gonçalo de Magalhães Teixeira Pinto, em cujo Conselho de Governo participou, e o qual funcionou até à chegada, em Novembro de 1821, do novo Vice-Rei, D. Manuel da Câmara. Recebeu, em 1826, do mesmo monarca, D. João VI de Portugal, a Grã-Cruz da Ordem de Nosso Senhor Jesus Cristo, mais tarde Real Ordem Militar de Nosso Senhor Jesus Cristo.
Foi nomeado, a 18 de Agosto de 1823/1828, Juiz Desembargador dos Agravos da Casa da Suplicação, mas continuou a servir no Tribunal da Relação de Goa. Foi defensor do Liberalismo, o que lhe valeu a prisão, no reinado de D. Miguel I de Portugal, em Lisboa em 1829, dando entrada na Torre de São Julião da Barra, sem processo, a 24 de Março.
Em 1833, foi nomeado por D. Pedro IV de Portugal para seu Conselheiro de Estado e elevado a Auditor Geral do Exército. Em 1833, foi condecorado por D. Maria II de Portugal com a Grã-Cruz da Real Ordem Militar de Nossa Senhora da Conceição de Vila Viçosa.
Foi Deputado, eleito em 1834, pelo Círculo Eleitoral da Beira Baixa, para a Legislatura de 1834-1836. Em 1835, foi feito Fidalgo Cavaleiro da Casa Real.
Foi nomeado Ministro e Secretário de Estado dos Negócios Eclesiásticos e da Justiça ou, simplesmente, Ministro da Justiça, durante apenas oito dias ou quase um mês, de 28 de Abril a 27 de Maio de 1835, no Governo do 1.° Duque de Palmela e, mais tarde, no do 1.° Conde de Linhares. Eleito Deputado, pelo Círculo Eleitoral da Beira Baixa, para a Legislatura que não se realizou devido à Revolução de Setembro de 1836.
Foi Juiz Conselheiro e 2.° Presidente do Supremo Tribunal de Justiça entre 1836 e 1840, sucedendo a José da Silva Carvalho. Nomeado Ministro da Justiça, cargo que exerceu por pouco mais de um ano, de 22 de Março de 1838 a 18 de Abril de 1839, no Governo do 1.° Visconde de Sá da Bandeira.
Foi, também, eleito Senador do Reino, pelo Círculo Eleitoral da Guarda, para as duas Legislaturas em que funcionou esta Segunda Câmara, de 1838 a 1840 e de 1840 a 1842. Nesta Câmara, interveio, a 10 de Dezembro de 1838, na discussão acerca da falta de quórum para o funcionamento da Sessão Parlamentar. Fez parte da Comissão Parlamentar de Poderes e foi o 1.° Presidente da Câmara dos Senadores de 28 de Janeiro a 1 de Maio de 1839, tendo perdido a Presidência para o 1.° Duque de Palmela, e o 3.° Presidente da Câmara dos Senadores de 14 de Janeiro a 14 de Fevereiro de 1840, tendo perdido novamente a Presidência a 17 para o 1.° Duque de Palmela. A 25 de Fevereiro, teve uma longa intervenção, no âmbito da discussão do Discurso da Coroa, acerca da necessidade de restabelecer as relações com Roma. Em Junho do mesmo ano, interveio activamente na discussão da criação do Tribunal de Contas. Durante o ano de 1840, vemo-lo a intervir amiúde acerca do melhor funcionamento da Câmara. A 14 de Janeiro, foi eleito Presidente da Mesa, cargo que exerceu até 17 de Junho, quando foi substituído pelo 1.° Duque de Palmela. Em Outubro, foi dos principais oradores na discussão do Projecto de Lei sobre a transferência dos Juízes. Em Novembro, interveio activamente nos debates acerca do Projecto de Lei da Reforma Judiciária.
Foi, ainda, eleito em 1842, para a Legislatura de 1842-1845. Interveio na Câmara dos Deputados a 17 de Agosto de 1842, na discussão de resposta ao Discurso da Coroa. Nesse longo discurso, criticou António Bernardo da Costa Cabral por ter revogado o Decreto de 10 de Fevereiro de 1842, que determinava que os Deputados viriam munidos de Poderes Constituintes para reverterem a Carta Constitucional de 1826. Assim, referiu que o Governo não podia ter revogado essa determinação "filha do poder constituinte de que a Soberana estava investida naquele momento". Por isso, acrescentou que "a Câmara não tem autoridade para lhe dar o bill de indemnidade". Criticou, ainda, o Governo por ter forçado as consciências dos votantes, por ter demitido dos empregos aqueles que não o apoiaram e pela sua política para com a Santa Sé e os Estados Pontifícios. Interveio a 30 de Janeiro de 1843 para fazer um longo discurso, defendendo-se das acusações de que, quando Ministro em 1835, teria usurpado as funções legislativas. A 21 de Fevereiro do mesmo ano, fez uma intervenção de carácter jurídico relativa ao caso do Processo Crime instaurado ao Deputado Celestino Soares. No dia 28 de Março, criticou o Projecto de Lei que pretendia alterar a Legislação relativa à nomeação dos Administradores dos Concelhos, defendendo que não se devia nomear alguém de fora do respectivo Concelho. No dia 28 de Abril, interveio defendendo o Projecto de Lei sobre Forais e a sua constitucionalidade. Nomeado Ministro da Justiça por quase quatro meses, de 28 de Abril a 22 de Agosto de 1847, no Governo do 1.° Duque de Saldanha, durante a Guerra Civil da Patuleia.
Foi nomeado Par do Reino a 7 de Janeiro de 1848, e eleito para presidir à respectiva Câmara, na ausência do Presidente e do Vice-Presidente, em 1851. Pertenceu à Câmara dos Pares de 1848 a 1856. Fez parte de diversas Comissões, a saber: a de Administração Pública, de 1848 a 1851, a de Legislação, de 1848 a 1851 e em 1853, a Especial para a Nomeação e Sucessão no Pariato, em 1848, 1852 e 1856, a de Resposta ao Discurso da Coroa, em 1849, 1851, 1855 e 1856, entre outras. A 1 de Agosto de 1848, fez uma longa intervenção sobre o Projecto de Lei confirmando os Decretos da Ditadura. A 18 de Janeiro de 1849, interveio na discussão acerca do Aditamento feito pela Câmara dos Deputados ao Projecto de Lei sobre o número de Pares do Reino necessários para a Câmara se constituir em Supremo Tribunal de Justiça. Em Fevereiro, foi um dos intervenientes na discussão do Projecto de Lei relativo às Comissões Mistas. Em 1850, interveio, nos meses de Junho e Julho, na discussão relativa ao Projecto de Lei sobre os abusos da Imprensa. Resta referir que interveio inúmeras vezes para dar sugestões sobre o melhor funcionamento da Câmara.
Foi Conselheiro de Estado Efectivo desde 18 de Outubro de 1848 e Juiz Conselheiro do Supremo Tribunal de Justiça. Em 1849, recebeu da Rainha D. Maria II de Portugal a Grã-Cruz da Real Ordem Militar de Santiago da Espada. Foi, também, agraciado com a Grã-Cruz da Real Ordem Militar da Torre e Espada.
Faleceu a 12 de outubro de 1856 na Freguesia da Lapa, aos 69 anos, tendo sido sepultado no Cemitério dos Prazeres.
O seu nome foi dado à Rua Dr. Manuel Duarte Leitão, em Santa Maria, Manteigas.